# مخطط الرصد الجوي

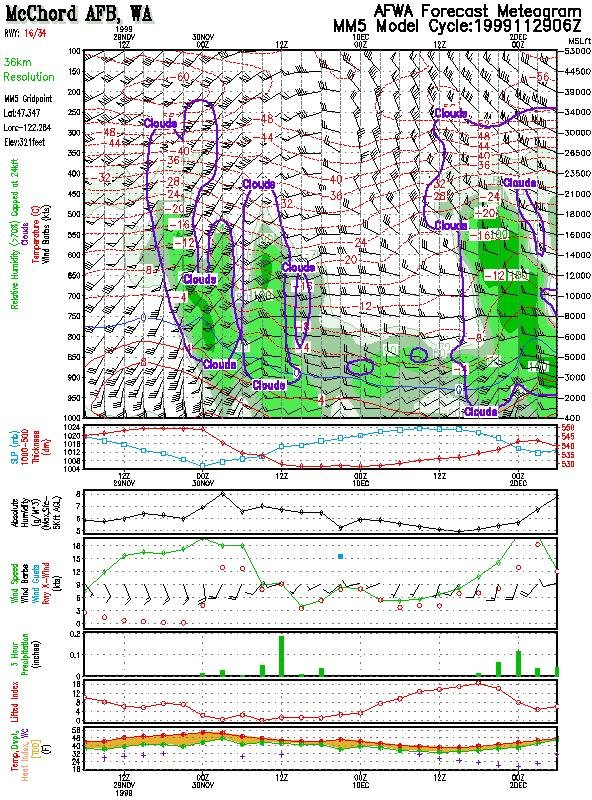
مخطط الرصد الجوي لقاعدة سلاح الجو ميكورد، هيئة الطقس المستندة إلى نموذج توقعات الطقس MM5

مخطط الرصد الجوي (بالإنجليزية: Meteogram)‏ هو مقطع عرضي زمني ينتج البيانات ويستخدمها في محطة رصد جوي معينة على الأرض. ويمكنه عرض حالة الطقس الماضية وحتى الوقت الحالي أو توقع حالات الطقس من الوقت الحالي إلى المستقبل. ويمكن أيضًا استخدامه لتقييم عدم تيقن النماذج بواسطة تخطيط قيم مختلفة من نماذج الغلاف الجوي.

## المظهر
تغطي معظم مخططات الرصد الجوي فترة تصل إلى 24 ساعة على الأقل لمحطة الرصد الجوي المحددة.  ويتم استخدام تصوير بياني لاتجاهات متغيرات الأرصاد الجوية مثل درجة الحرارة، ودرجة التكثف، وسرعة الرياح واتجاهها، والضغط عند تخطيط بيانات الماضي وحتى الساعة الحالية.  ومع ذلك، يمكن إنشاء مخططات الرصد الجوي باستخدام البيانات المرصودة أو بيانات التوقعات. وبينما تستخدم مخططات الرصد الجوي تاريخيًا للظروف الطقسية على مستوى الأرض، إلا أنها مستمدة من غطاء عرض نماذج التنبؤ بحالة الطقس، والهطول، والرطوبة، والرياح العلوية. وتستخدم المجموعات المنتشرة داخل التنبؤ الرقمي للطقس مخططات الرصد الجوي للتنبؤ بكمية واحدة لموقع معين واحد.